# ريكاردو تورو
ريكاردو تورو (بالإسبانية: Ricardo Toro Vergara)‏ هو لاعب كرة قدم تشيلي في مركز الدفاع، ولد في 20 ديسمبر 1961 في سانتياغو في تشيلي. شارك مع منتخب تشيلي لكرة القدم. أما مع النوادي، فقد لعب مع أوداكس إيتاليانو وإيفرتون دي فينا ديل مار وديبورتيس ماجالانز ونادي بالستينو ويونيون دي سانتا في.

## وصلات خارجية
- ريكاردو تورو على موقع ناشيونال فوتبول تيمز (الإنجليزية)